# Grgur Mekinić
Grgur Mekinić, hrvaški (gradiščanski) pisatelj, evangeličanski duhovnik. † o. 1617.
Izviral je iz Medžimurja, živel in delal je na Gradiščanskem. Okoli leta 1609 ali 1611 je napisal gradiščansko pesmarico Dusevne peszni v čakavščini, ker gradiščanski jezik sloni na tem dialektu. To je bila prva osnova gradiščanskega knjižnega jezika. Mekinić je vtkal v knjigo tudi kajkavščino in štokavščino, da lahko drugi Hrvati, ki tisti narečji govorijo, tudi lahko razumejo.
Dusevne peszni kasneje je vplivala na prekmurščino. V stari martjanski pesmarici so prepisali več pesem iz knjige Mekinića.